# Phlogiellus ornatus
Phlogiellus ornatus é uma espécie de aranha pertencente à família Theraphosidae (tarântulas).